# Sociedad Mixta Zonas Oeste y Norte de Aerolíneas Argentinas
La Sociedad Mixta Zonas Oeste y Norte de Aerolíneas Argentinas (ZONDA), inicialmente Línea Aérea Argentina Noroeste (LAAN), fue una línea aérea fundada el 23 de febrero de 1946 con la función de cubrir las rutas de cabotaje operadas por la Panagra cuando, de acuerdo al decreto PEN 9358/45, que establecía que el transporte aerocomercial debía ser explotado por el Estado o por Empresas Mixtas Nacionales, con domicilio en el país, con socios argentinos nativos y acciones nominativas, a esta última se le prohíbe continuar con dichos servicios aéreos. 
Ante el fracaso financiero que significaron las empresas mixtas, en mayo de 1949 se fusiona con Aeroposta Argentina, ALFA (Aviación del Litoral Fluvial Argentino) y FAMA (Flota Aérea Mercante Argentina) para conformar Aerolíneas Argentinas, a partir del 7 de diciembre de 1950.

## Antecedentes
Los primeros servicios aéreos nacionales entre Buenos Aires - Mendoza - Santiago de Chile, fueron prestados por “AEROPOSTA ARGENTINA S.A.” a partir de 1929.
La empresa peruano-estadounidense Panagra operaba, también desde el año 1929, la ruta Buenos Aires - Estados Unidos, vía Santiago de Chile y Lima, y con la correspondiente autorización del gobierno nacional, comenzó a realizar vuelos a Córdoba, Tucumán y Salta a partir de 1936.
En el año 1929, NYRBA (New York-Rio-Buenos Aires) inició sus vuelos a Montevideo (Uruguay), Santiago (Chile), Río de Janeiro (Brasil) y Miami (U.S.A.) con escalas en Rosario, Córdoba, Mendoza, Santiago del Estero y Salta, esta empresa fue luego absorbida por Pan American Airways en 1930 .
La compañía alemana Syndicato Condor, con sede en Brasil, que había iniciado sus vuelos entre Argentina y Alemania en 1934, extendió sus operaciones a Santiago (Chile) con escala en Mendoza, hasta que en el año 1943, se convierte en CRUZEIRO DO SUL.
La empresa estatal “LASO” (Línea Aérea Sudoeste) inició sus operaciones en el año 1940, uniendo Buenos Aires con Santa Rosa (La Pampa), Neuquén, Bariloche (Río Negro) y Esquel (Chubut), esta empresa luego daría origen a LADE.

## Historia
Habiendo sido conformada el 23 de febrero de 1946 con el nombre de Línea Aérea Argentina Noroeste (L.A.A.N.) fue la primera Sociedad Mixta constituida formalmente, al aprobarse el acta de constitución por decreto del 24 de abril, siendo su primer Gerente General el Ing. Álvaro Alsogaray. Ese mismo año se la autoriza a cambiar su denominación por la de Sociedad Mixta Zonas Oeste y Norte de Aerolíneas Argentinas (Z.O.N.D.A.) a fin de evitar que se la confundiera con las Líneas Aéreas Nacionales de Chile (L.A.N. Chile). 
Z.O.N.D.A. no poseía ninguna infraestructura o material de vuelo al momento de su formación y debido al embargo comercial decretado por los Estados Unidos a nuestro país, su flota inicial de quince Douglas DC-3, provenientes de la RAF (Royal Air Force), debe adquirirse a la empresa Canadair Ltd. en Canadá, diez configurados para el transporte de pasajeros y cinco como cargueros puros, arribando al país, el primero de ellos, el 6 de setiembre de 1946. 
Todas estas aeronaves, matriculadas LV-ABX, LV-ABY, LV-ABZ, LV-ACD, LV-ACE, LV-ACF, LV-ACH, LV-ACI, LV-ACJ, LV-ACL, LV-ACM, LV-ACN, LV-ACO, LV-ACP, LV-ACQ y LV-ADJ, excepto la matriculada LV-ADD, que se pierde en un accidente el 30 de julio de 1947, serían luego transferidas a Aerolíneas Argentinas. 
De esta manera, seis meses después de su organización comenzó sus vuelos experimentales y el 14 de noviembre de 1946, contando con la presencia del Secretario de Aeronáutica, brigadier de la Colina, inicia sus servicios de carga y correo, comenzando a su vez, el 9 de diciembre los de pasajeros.
A partir de este momento, Panagra queda inhabilitada legalmente para operar sus rutas de cabotaje argentino y el 2 de enero de 1947 le transfiere a Z.O.N.D.A. todos sus servicios. Panagra reduce también sus vuelos directos a Santiago de Chile y Buenos Aires, aunque en el futuro sería agente de Z.O.N.D.A. en el exterior así como ésta la representaría en el interior del país.
Habiendo establecido un servicio regular sobre el trayecto Mendoza - Buenos Aires con escalas en San Luís y Río Cuarto, ese mismo año el PEN dicta un decreto por el cual se le concede la autorización para ampliar sus servicios de transporte de pasajeros, correspondencia y carga, hasta los territorios de Chile y Bolivia, prolongando su ruta Buenos Aires - Mendoza hasta Santiago de Chile el 2 de octubre de 1947. Más tarde se comenzaron estudios para volar de Salta a Antofagasta.
La atención al público en Buenos Aires se hacía originalmente en la casa de la provincia de Córdoba, pero luego se trasladó sus oficinas propias en Leandro N. Alem 882, de donde partía un servicio de ómnibus de la empresa hacia su base de operaciones ubicada en el aeropuerto de Morón,
A fines de 1948 la Empresa obtiene la adjudicación de tres de los cinco Convair 240 que había ordenado F.A.M.A. - Flota Aérea Mercante Argentina y estaban en proceso de fabricación, estos en la práctica serían más tarde entregados a Aerolíneas Argentinas.
Z.O.N.D.A. también es la primera empresa en tercerizar sus servicios, el 28 de enero de 1949 firma un contrato con Cotama, Compañía Transportes Aéreos Mediterránea Argentina Centro, para explotar las rutas entre Córdoba y Villa Dolores y La Cumbre, corriendo por cuenta de aquella los gastos de operaciones, mantenimiento y atención al pasajero. 
El 1ª de febrero de 1949 se comienza a operar cuatro vuelos diarios a La Cumbre y dos a Villa Dolores utilizando 10 biplanos bimotores De Havilland D.H.89A Dragon Rapide. Estas aeronaves, matriculadas: LV-AEN, LV-AEO, LV-AEP, LV-AER, LV-AES, LV-AGR, LV-AGV, LV-AGW, LV-AGX y LV-AGY, pasarían a conformar el patrimonio de Aerolíneas Argentinas al nacionalizarse COTAMA a fines de ese mismo año. 
Como todas las Sociedades Mixtas, Zonda arrojó estrepitosas pérdidas en todos sus ejercicios, entre las causas podemos mencionar: la rentabilidad asegurada del 5 % anual, que el Estado Nacional debía garantizarle a los socios privados y que se convirtió rápidamente en un subsidio a favor de los particulares, el uso político que el gobierno le daba a la empresa asignándole más personal del necesario y la oferta sobredimensionada a la demanda del mercado.
Z.O.N.D.A. es nacionalizada en mayo de 1949, mediante el Decreto 10.479 y pasa a ser administrada por el Estado Nacional junto con Aeroposta Argentina, A.L.F.A. - Aviación del Litoral Fluvial Argentino y F.A.M.A. - Flota Aérea Mercante Argentina. El 7 de diciembre de 1950 las cuatro empresas se fusionan para conformar Aerolíneas Argentinas.

## Flota histórica
| Aeronaves         | Total | Introducido | Retirado | Matrículas                                              |
| ----------------- | ----- | ----------- | -------- | ------------------------------------------------------- |
| Douglas DC-3/C-47 | 7     | 1946        | 1950     | LV-ACL, LV-ACH, LV-ADJ, LV-ACE, LV-ABZ, LV-ACO y LV-ACF |